# خوسيه أدولفو فالنسيا
خوسيه أدولفو فالنسيا (بالإسبانية: José Adolfo Valencia)‏ هو لاعب كرة قدم كولومبي في مركز الهجوم، ولد في 18 ديسمبر 1991 في مدينة كالي في كولومبيا. شارك مع منتخب كولومبيا تحت 20 سنة لكرة القدم. أما مع النوادي، فقد لعب مع أوليمبو وأونس كالداس وإنديبندينتي وإنديبنديينتي سانتا في وبورتلاند تمبرز وروزاريو سنترال.

## وصلات خارجية
- خوسيه أدولفو فالنسيا على موقع الاتحاد الدولي (مؤرشف)  (الإنجليزية)
- خوسيه أدولفو فالنسيا على موقع الدوري الأمريكي (الإنجليزية)
- خوسيه أدولفو فالنسيا على موقع قاعدة بيانات كرة القدم.إي يو (الإنجليزية)
- خوسيه أدولفو فالنسيا على موقع Soccerway.com (الإنجليزية)
- خوسيه أدولفو فالنسيا على موقع عالم كرة القدم.نت (الإنجليزية)
- خوسيه أدولفو فالنسيا على موقع AS.com (الإسبانية)